# DK Jungle Climber
DK: Jungle Climber est un jeu vidéo de plates-formes développé par Paon et édité par Nintendo sur Nintendo DS en 2007.